# Fons Europeu d'Estabilitat Financera
El Fons Europeu d'Estabilitat Financera (acrònim: FEEF) (en anglès: European Financial Stability Facility, EFSF) és un fons comú de titulització aprovat pels 27 estats membres de la Unió Europea el 9 de maig de 2010 arran de la Crisi del deute sobirà europeu. El seu objectiu és el de, conjuntament amb el Mecanisme Europeu d'Estabilitat Financera, proporcionar assistència financera d'urgència als estats de la zona euro en dificultats econòmiques i està previst que estigui operatiu durant el primer trimestre del 2012. Aquests dos mecanismes d'urgència i provisionals seran substituïts per un organisme permanent el 2013, el Mecanisme Europeu d'Estabilització.

## Funció i característiques
El FEEF pot emetre bons i altres instruments de deute en el mercat amb el suport de l'Oficina Alemanya de Gestió de Deute per a recaptar fons necessaris per a proporcionar préstecs als Estats de la zona euro amb problemes financers, la recapitalitzación de bancs o comprar deute sobirà.
El FEEF té la seu a la ciutat de Luxemburg i Klaus Regling ha estat nomenat director general des de la seva creació el juny de 2010. El Banc europeu d'inversions és qui proporciona els serveis de gestió de tresoreria i la gestió administrativa en el marc d'un contracte de serveis. Des de la cimera de la zona euro de l'11 de març de 2011 es va arribar a un acord per augmentar la capacitat d'intervenció efectiva del FEEF a 440 mil milions d'euros, gràcies a un augment de les garanties dels Estats de la zona euro.